# Karl Krøyer
Karl Kristian Kobs Krøyer (21. august 1914 i Korsør – 19. august 1995 i Magagnosc, Frankrig) var en dansk opfinder og fabrikant.
Krøyer var en aktiv opfinder - bland andet opfandt han en sliplet stegepande.
En af Krøyers berømte opfindelser var et system til at hæve sunkne skibe ved hjælp af små kugler (krøyerkugler) af skumplast (styropor). I november 1964 sank fragtskibet Al-Kuwait i Kuwaits havn. Det var et problem, for Kuwait by lavede drikkevand af vandet i havnen, og om bord på Al-Kuwait var 5000 får. Skibet var forsikret hos et dansk selskab, og dette bad Krøyer om hjælp. En ung ansat hos Krøyer kom derefter med ideen til systemet. Princippet var, at kuglerne blev blæst ind i skibet med trykluft, så det til sidst steg mod overfladen.
En (i danske og internationale patentkredse) meget fortalt historie er, at Krøyer ikke kunne få patent på metoden i Holland, da ideen var publiceret i en historie fra 1949 med Anders And (The Sunken Yacht (en)), hvor Anders med hjælp fra Rip, Rap og Rup hæver et skib ved hjælp af bordtennisbolde. Uanset om Karl Krøyer eller den unge ansatte kendte historien med Anders And vil det kunne ugyldiggøre et patent. Historien er dog ikke officielt bekræftet, og mens patentansøgniing NL6514306 A blev afvist i Holland (men udstedt i Tyskland og Danmark) blev et lignende patent NL150555 B udstedt. Systemet blev siden solgt til et nederlandsk firma og har været brugt flere steder.
Krøyer er begravet på Ordrup Kirkegård.